# Michel Saleh
Michel Saleh est un ancien pilote de rallyes libanais né le 10 juillet 1954.

## Biographie
Ce pilote a débuté la compétition automobile en 1984, concourant alors dans les championnats des rallyes du Golfe persique et du Moyen-Orient, pour l'interrompre en 2008, conduisant principalement sur des véhicules Toyota, puis Mitsubishi Lancer Evo.
Son copilote fut principalement son compatriote Ziad Shehab, de 2002 à 2008.
En 2012 et 2013 il continue à courir régulièrement, essentiellement dans des compétitions au Koweït.

## Palmares
- 2 victoires en Championnat du Moyen-Orient des Rallyes (MERC - 5e de ce dernier en 2003).
- Double champion du Liban des rallyes, en 1987 sur Opel Manta, et 2002 sur Toyota Celica;
- Champion du Liban de courses de côte, en 1998.

- Vainqueur des deux premières éditions du Rallye de Jordanie:

| Année | Pilote       | Copilote   | Voiture          |
| ----- | ------------ | ---------- | ---------------- |
| 1981  | Michel Saleh | Tony Samia | Toyota Celica GT |
| 1982  | Michel Saleh | Tony Samia | Toyota Celica GT |

- Vainqueur du Rallye d'Oman en 1993;
  - 2e du rallye du Liban en 1986 et 1987;
  - 2e du rallye de Oman en 2004:
  - 3e du rallye de Dubai en 2003;
  - 3e du rallye de Jordanie en 2007.